# マリー・ツー・メクレンブルク (1878-1948)
マリー・ツー・メクレンブルク（ドイツ語: Marie Herzogin zu Mecklenburg [-Strelitz], 1878年5月8日 - 1948年10月14日）は、ドイツのメクレンブルク＝シュトレーリッツ大公家の大公女。

## 生涯
メクレンブルク＝シュトレーリッツ大公アドルフ・フリードリヒ5世とその妻でアンハルト公フリードリヒ1世の娘であるエリーザベトの間の第1子、長女として生まれた。全名はヴィクトリア・マリー・アウグステ・ルイーゼ・アントイネッテ・カロリーネ・レオポルディーネ（Victoria Marie Auguste Luise Antoinette Karoline Leopoldine）。幼い頃から立ち居振る舞いに優れ、社交性を身に付けていた。ガヴァネスや教師たちによって、父親の所有する宮廷の図書館で教育された。20歳になる頃、フリードリヒ・ヘフト（Friedrich Hecht）という既婚者の宮廷従者と恋仲になり、ヘフトの子を妊娠した。スキャンダルを避けるべく、大公家はマリーを父方の祖母オーガスタの実家のあるイギリスに行かせた。マリーは1898年にロンドンで女児を出産した。ヘフトは宮廷から追放され、後に窃盗罪で裁判にかけられている。
出産からまもなく、マリーは旅行先のフランスで、医薬品工場の経営者の息子ジョルジュ・モーリス・ジャムテル伯爵（1859年 - 1944年）と知り合った。相手は全くの成り上がり者で、ジャムテルの父親は1886年に教皇レオ13世に貴族に列してもらったばかりだった。マリーは1899年6月22日、ロンドンのリッチモンド公園内にあるカトリックの礼拝堂でジャムテルと結婚した。この礼拝堂は大叔母のテック公妃メアリー・アデレードの屋敷ホワイト・ロッジのすぐ隣だった。数日後には、キューのアングリカンの教会で2度目の婚礼が行われている。

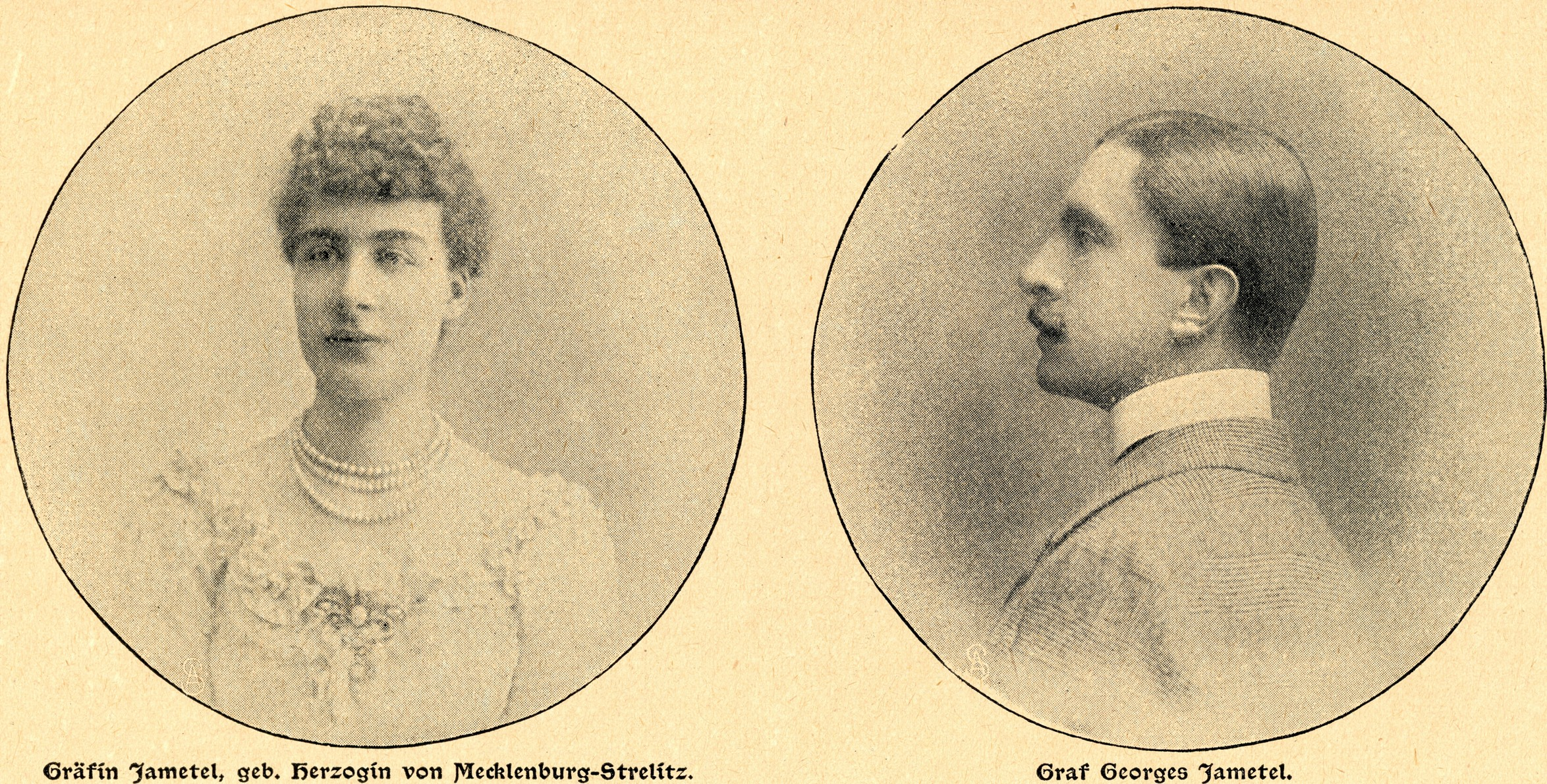
マリーとその夫ジャムテル

この結婚は貴賤結婚だったが、マリーはシュトレーリッツ宮廷から20万ドルの年金の受給資格を与えられた。夫妻は最初、ロンドンとサン＝ジェルマン＝アン＝レーを行き来しながら暮らし、あいだに2人の子供も生まれたが、結婚生活はすぐに破綻、1906年には別居した。1908年にジャムテルとガリエラ公爵夫人エウラリアとの情事が露見すると、マリーとジャムテルの離婚は不可避となった。同年8月には、マリーの末弟カール・ボルヴィンが姉の名誉を守るべく義兄のジャムテルと決闘し、ジャムテルに殺されるという悲劇が起きた。同年12月31日、マリーはジャムテルと正式に離婚した。マリーは娘を引き取り、ドレスデンで暮らした。
1914年8月11日にノイシュトレーリッツにおいて、リッペ侯レオポルト4世の弟であるリッペ＝ビースターフェルト侯子ユリウス・エルンスト（1873年 - 1952年）と再婚し、間に2人の子供をもうけた。1948年、ボン郊外のオーバーカッセルに滞在中、肺炎により急死し、リッペ侯家の墓所に葬られた。

## 子女
1898年に未婚で女児を出産している。
最初の夫ジャムテル伯爵との間に1男1女をもうけた。
- ジョルジュ・フレデリック（1904年 - 1982年）
- マリー・オーギュスト（1905年 - 1969年）

2番目の夫ユリウス・エルンスト侯子との間に1男1女をもうけた。
- エリーザベト・カロリーネ・アーデルハイト・フリーデリケ・レオポルディーネ・アルムガルト（1916年 - 2013年） - 1939年、ゾルムス＝ブラウンフェルス侯子エルンスト・アウグストと結婚
- エルンスト・アウグスト・ベルンハルト・アレクサンダー・エドゥアルト・フリードリヒ・ヴィルヘルム（英語版）（1917年 - 1990年） - 1948年、クリスタ・フォン・アルニムと結婚